# Rühlerfeld
Rühlerfeld ist ein Ortsteil der Gemeinde Twist im Landkreis Emsland mit etwa 1750 Einwohnern.

## Geographie
Rühlerfeld liegt im Westen des Landkreises nahe der Grenze zu den Niederlanden zwischen Rühle und Rühlermoor. Das Stadtzentrum von Meppen liegt etwa 8 km (Luftlinie) östlich von Rühlerfeld, das Zentrum von Twist liegt etwa gleich weit westlich von Rühlerfeld entfernt. Das Dorf liegt auf einer Höhe von 17 bis 20 m über NN.

## Geschichte
Rühlerfeld gehörte bis 1970 zur Gemeinde Rühle. Diese schloss sich mit den Gemeinden Groß Fullen, Klein Fullen und Versen zur Gemeinde Emslage zusammen.
Bereits am 1. März 1974 kam es zur Wiederauflösung der Gemeinde Emslage. Dabei wurde der überwiegende Teil des Gemeindegebietes der Stadt Meppen zugeordnet, Rühlerfeld und Rühlermoor kamen zur Gemeinde Twist.

## Religion
Die katholische Heilig-Kreuz-Kirche ist die einzige Kirche im Dorf.

## Bildung
In Rühlerfeld befinden sich ein Kindergarten und eine Grundschule.

## Sport
Neben Sportstätten des VfL Emslage befindet sich auch die Schießhalle des Schützenvereins St. Hubertus im Ort.

## Verkehr
Die Anschlussstelle Twist der Autobahn A 31 liegt in unmittelbarer Nähe östlich des Dorfes. Die Landesstraße L 47 verläuft von Meppen kommend durch das Dorf, verläuft weiter bis Rühlertwist und geht schließlich in die niederländische N 863 über.